# Аль-Муграби, Далаль
Дала́ль Аль-Мугра́би (араб. دلال المغربي‎); 29 декабря 1959, Бейрут — 11 марта 1978, Израиль) — палестинка из Ливана, возглавившая «Теракт на Прибрежном шоссе», совершенный в Израиле 11 марта 1978 года организацией ФАТХ. Убита при штурме захваченного её группой автобуса израильскими силами безопасности. На момент совершения теракта аль-Муграби было около 20 лет (недоступная ссылка с 21-09-2015 [3586 дней]).
В результате теракта были убиты 39 израильтян, в том числе 13 детей и один полицейский.
Аль-Муграби родилась в 1958 году в Бейруте в семье палестинских беженцев из Яффо. Семья проживала в лагере беженцев Сабра в Бейруте, в ней было 11 детей. Далаль рано и тайно от родителей примкнула к Организации освобождения Палестины и прошла в ней курс боевой подготовки.
По результатам теракта, Кнессет Израиля принял 13 марта 1978 года специальную резолюцию.
14 марта Израиль начал в Ливане операцию «Литани», направленную против баз ФАТХ.
В 2008 году Израиль согласился передать останки аль-Муграби ливанской организации «Хезбалла» вместе с рядом других тел и живых боевиков арабских организаций в обмен на тела двух израильских солдат, захваченных «Хезбаллой» за два года до этого. Было поставлено условие, что тело аль-Муграби будет похоронено в Ливане, а не на территории Палестинской автономии (ПНА). Впоследствии в печати появились сообщения о том, что останки аль-Муграби утеряны и не были переданы «Хезбалле». По заявлению израильской стороны, тела аль-Муграби и некоторых других боевиков было невозможно найти, так как они были «снесены подземным течением».
Далаль аль-Муграби посмертно была удостоена высшей награды ПНА, Почётной медали мученичества (англ. Martyrdom Medal of Honor). В ПНА её именем названы школа для девочек, полицейское училище, летние детские лагеря, детские сады. Многие передачи в СМИ, в том числе и официальных, прославляют возглавленную ей акцию.
15 марта 2010 года, несмотря на протесты Израиля, в честь Муграби была названа одна из площадей в Рамалле, временной столице территорий под управлением ПНА. Однако из-за опасений помешать визиту вице-президента США Джо Байдена в Рамаллу церемония не была официальной. Кроме того, под эгидой «Military Science Academy» ПНА в Иерихоне был проведен семинар, названный «Martyr Dalal Mughrabi Camp» с участием 120 студентов.
5 июля 2008 года сестра Далаль аль-Муграби, полковник «Армии освобождения Палестины» Рашида аль-Муграби сказала в интервью каналу «Al-Jazeera»:

Я салютую всем мученикам, и шлю специальное приветствие — и пусть кто угодно злится на меня… Я хочу воздать должное Хусаму Давиату, герою бульдозерной операции в Иерусалиме (Jerusalem bulldozer attack, 2 июля 2008).
Оригинальный текст (англ.)I want to salute all the martyrs, and send a very special salutation – and whoever wants to be mad at me is free… I want to salute Husam Dweidat, the hero of the Jerusalem bulldozer operation.
В 2009 году в интервью израильскому порталу Ynet Рашида аль-Муграби сказала, что целью акции группы Муграби не было убийство гражданских лиц. По её словам, цель была в том, чтобы достичь Кнессета и добиться освобождения палестинских заключённых, а в смертях виноваты израильские силы безопасности, попытавшиеся освободить заложников. Кроме того, она сказала:

У меня нет никаких сожалений по поводу того, что сделала моя сестра. Именно израильтяне заставили её совершить нападение, потому что они изгнали нас и украли нашу землю. Они совершили по отношению к нам огромную несправедливость, превратив нас в нацию беженцев, и, если бы не оккупация, Далаль никогда бы не совершила этого нападения. Возможно, она бы обзавелась семьёй и сделала карьеру.
Оригинальный текст (англ.)I have no regrets about what my sister did. The Israelis are the ones who forced her to carry out the attack because they expelled us and stole our lands. They caused us a great injustice by turning us into a nation of refugees, and, if it weren't for the occupation, Dalal would never have carried out the attack. Maybe she would have raised a family and pursued a career.
Оставшиеся в живых террористы также заявляли на суде, что целью рейда не было убийство мирных граждан. Однако один из них, Хуссейн Файяд, рассказывал позже, что сразу после высадки в Израиле аль-Муграби без всякого повода расстреляла из автомата американку Гейл Рубин, занимавшуюся натурными съёмками, другой — объяснял убийство журналистки страхом, что она донесёт на них. Согласно Хаарец, оставшийся в живых боевик утверждал, что между полицией и ними происходили перестрелки на каждом перекрёстке по пути следования автобуса, но они ни разу не стреляли в заложников. При этом выжившие пассажиры захваченного боевиками автобуса рассказывали корреспонденту журнала Time, что во время движения по шоссе те обстреливали встречные машины и автобусы и бросали в них гранаты.